# Алезана Туилаги
Алезана Туилаги (енгл. Alesana Tuilagi; 24. фебруар 1981) самоански је професионални рагбиста који тренутно игра за Њукасл Фалконс.

## Биографија
Рођен је 24. фебруара 1981. у месту Фопагоа у Западној Самои. Висок 184 цм, тежак 125 кг, снажни Алезана Туилаги започео је каријеру у италијанској Парми 2002. да би 2004. прешао у најславнији енглески рагби клуб Лестер Тајгерс. За Лестер је Туилаги одиграо 162 утакмице и постигао 315 поена. 2012. Алекс Туилаги је отишао у Јапан да игра за НТТ Шајнинг Аркс у Топ лига. 2014. Алекс Туилаги се вратио у Енглеску, али овога пута не у Лестер, већ у Њукасл Фалконс. За репрезентацију Самое Алезана Туилаги је одиграо 35 тест мечева и постигао 90 поена.